# Vida (álbum de Canserbero)
Vida es el primer álbum de estudio como solista del rapero y compositor venezolano Canserbero. El álbum cuenta con 17 canciones, la gran parte producidas por Kpú. Contiene colaboraciones de Lil Supa y Kpú.

## Lista de canciones
| N.º   | Título                   | Duración |  |
| 1.    | «Prólogo»                | 2:48     |  |
| 2.    | «Mucho gusto»            | 4:12     |  |
| 3.    | «Clima tropical»         | 4:24     |  |
| 4.    | «Vida»                   | 2:56     |  |
| 5.    | «¿Aceptas?»              | 3:54     |  |
| 6.    | «Martillos y ruedas»     | 3:38     |  |
| 7.    | «Hace falta soñar»       | 6:04     |  |
| 8.    | «Americanos»             | 2:34     |  |
| 9.    | «Interludio K219»        | 1:50     |  |
| 10.   | «Pensando en ti»         | 4:04     |  |
| 11.   | «¿Y la felicidad qué?»   | 4:56     |  |
| 12.   | «No Justice» (con Kpú)   | 4:06     |  |
| 13.   | «Únetenos»               | 3:14     |  |
| 14.   | «¿Quién eres?»           | 4:14     |  |
| 15.   | «Perdiendo la fe»        | 4:26     |  |
| 16.   | «Ley de hielo»           | 3:32     |  |
| 17.   | «Epílogo» (con Lil Supa) | 7:08     |  |
| 68:00 |                          |          |  |

## Créditos
- Tirone José González Orama «Canserbero»: voz y composición.
- Leandro Añez Grippa «Kpú»: instrumental, colaboración y producción.
- Leonardo Díaz «Afromak»: producción.
- Francisco Dipolo «Frank Dipolo»: producción.
- Marlon Morales «Lil Supa»: colaboración

## Vídeos musicales
- «Pensando en ti»

## Recepción
La asociación estadounidense Recording Industry Association of America (RIAA), le otorgó el certificado de disco de oro al álbum Vida, con más de 30 mil copias vendidas registradas.